# Erik Malmkvist
Erik Wilhelm Malmkvist, född 1 september 1887 i Grums församling, Värmlands län, död 6 juni 1971 i Västerleds församling, Stockholms län, var en svensk ämbetsman.
Malmkvist, som var son till stationsinspektor Wilhelm Malmkvist och Emma Bredberg, blev filosofie kandidat vid Uppsala universitet 1908 och filosofie licentiat 1912. Han var vikarierande lärare vid Gamleby folkhögskola 1909–1910, amanuens i Socialstyrelsen 1913–1917, i Järnvägsstyrelsen 1918–1920, förste aktuarie 1920–1928, förste sekreterare 1929 och byråchef 1936–1952. 
Malmkvist var sekreterare hos kommissionen för enskilda järnvägars bokföring 1922–1923, av Kungl. Maj:t förordnad ledamot i Norsholm–Västervik–Hultsfreds Järnvägs AB:s styrelse 1933–1936, ledamot av 1936 års trafiksakkunniga 1935–1936, av Järnvägsstyrelsens förstatligandeberedning från 1939, av 1942 års järnvägskostnadsutredning 1942–1948, av 1943 års järnvägskommitté, av 1947 års tågfärjekommitté 1947–1951, av 1947 års malmkommitté 1947–1948, av järnvägsutredningen Ljusdal–norska gränsen sedan 1948 och ordförande i 1945 års Gotlandskommitté 1945–1951. Han är begravd på Bromma kyrkogård.